# 女と銃と荒野の麺屋
『女と銃と荒野の麺屋』（おんなとじゅうとこうやのめんや、原題：三槍拍案驚奇）は、2009年の中国映画。コーエン兄弟の米国映画『ブラッド・シンプル』を、舞台を中国の時代劇に置き換えてリメイクした作品。

## ストーリー
舞台は万里の長城最西部の嘉峪関。麺屋の経営者ワンは、妻と従業員のリーが浮気をしているのではないかと疑い、地域巡回警察官のチャンに二人の動向を調査させていた。二人を尾行したチャンから報告を受け、妻の不貞を確信したワン。ワンは、妻とリーの殺害をチャンに依頼する。一度は仕事を引き受けたかのように見えたチャンだが、妻の銃を持って店に戻りワンを銃撃。金庫を開けようとするが失敗し逃亡する。ワンと再度話し合いをするために麺屋を訪れたリーは、部屋に残された血塗れのワンを見て妻の仕業だと思い込み、一人で彼を始末する。
一方、チャンも再び金庫を開けるため麺屋に戻る…。

## キャスト
- ワンの妻：閻妮（ヤン・ニー）
- ワン：倪大紅（ニー・ダーホン）
- チャン：孫紅雷（スン・ホンレイ）
- リー：小瀋陽（シャオ・シェンヤン）
- ジャオ：程野（チェン・イエ）
- チェン：毛毛（マオ・マオ）
- 隊長：趙本山（チャオ・ベンシャン）

## スタッフ
- 監督：張芸謀（チャン・イーモウ）
- 脚本：徐正超（シュウ・チェンチャオ）、史建全（シー・チエンチュアン）
- 製作：張偉平（チャン・ウェイピン）、江志強（ビル・コン）、グウ・ハオ
- 撮影：趙小丁（チャオ・シャオティン）
- 美術：韓忠（ハン・ヂョン）
- 音楽：趙麟（チャオ・リン）
- 録音：闘経（タオ・チン）

## オリジナル版と国際版との違い
本国公開版ではエンディングに出演者全員で麺を回しながらダンスを踊るシーンが存在するが、日本公開版、日本版DVD版、国際版ではカットされている。